# Liste der Flüsse in Kenia

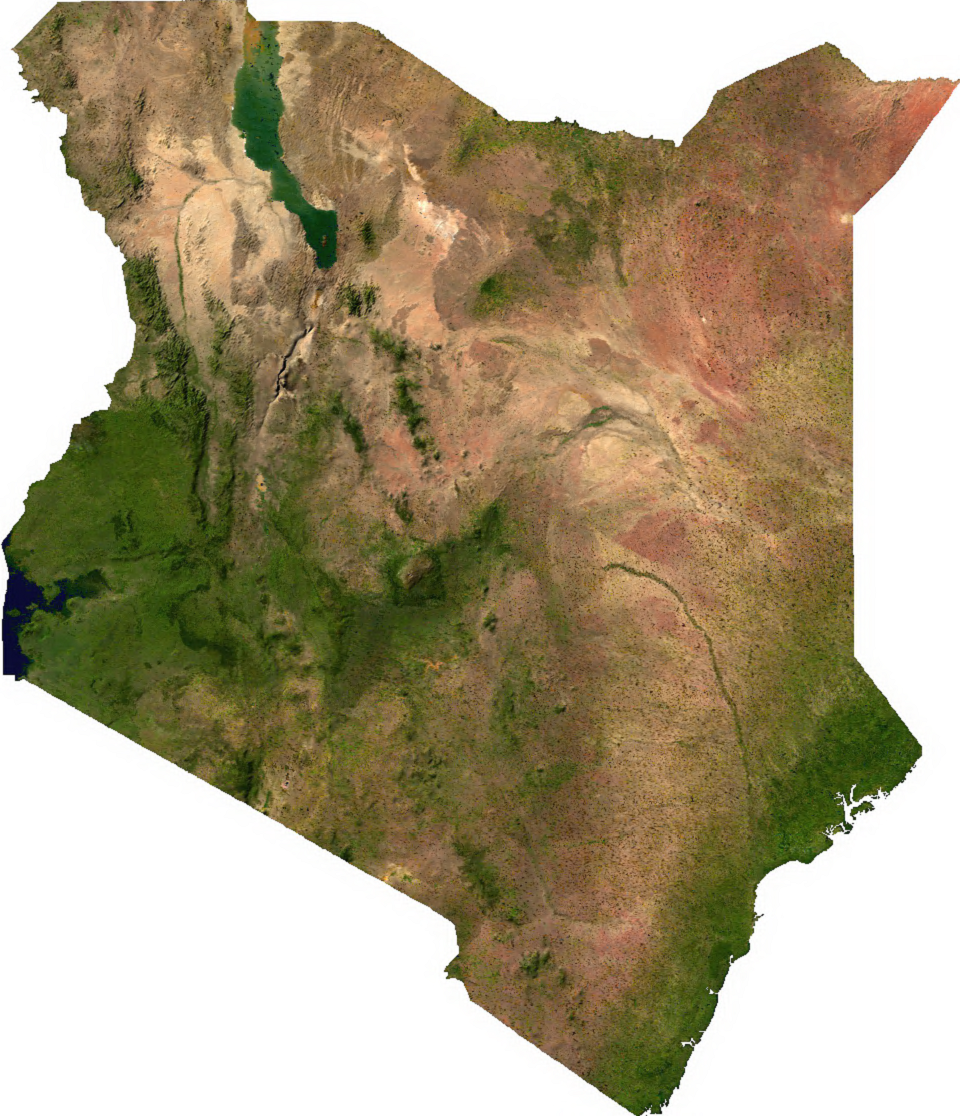
Vegetation in Kenia

Klimazonen in Kenia

Dies ist eine Liste der Flüsse in Kenia. Die Hydrologie des Landes ist von unterschiedlichem Charakter. Bedingt durch die unterschiedlichen Klimazonen ergibt sich, dass das kleinste Einzugsgebiet, das des Viktoriasees mit knapp 10 % der Landesfläche, den höchsten Abfluss von etwa der Hälfte der Wassermenge hat. Das größte Einzugsgebiet hingegen, das des Ewaso Ng'iro, der in den Juba entwässert, hat mit mehr als ein Drittel der Landesfläche nur einen Anteil des Abflusses von weniger als 2 %. Neben dem regenreichen Südwesten stellt das Massiv des Mount Kenya das Wasserschloss des Landes dar. Knapp ein Viertel des Landes entwässert in abflusslose Becken wie das des Turkana-Sees.

## Indischer Ozean

### Tana

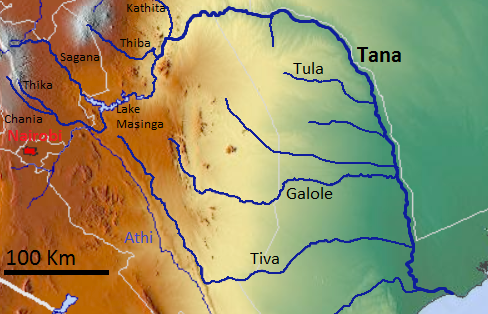
Einzugsgebiet des Tana

- Tana
  - Sagana
  - Thika
    - Chania

  - Thiba
  - Kathita
  - Tula
  - Galole
  - Tiva

### Athi-Galana-Sabaki

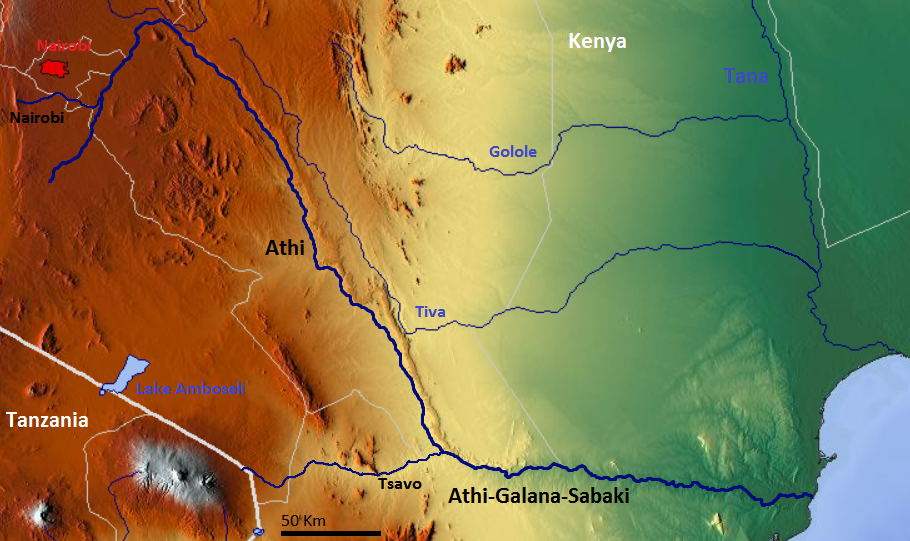
Einzugsgebiet des Athi

- Athi-Galana-Sabaki
  - Kiboko
    - Kikuu

  - Nairobi
    - Mathare
    - Ngong

  - Tsavo

### Juba
- Dawa

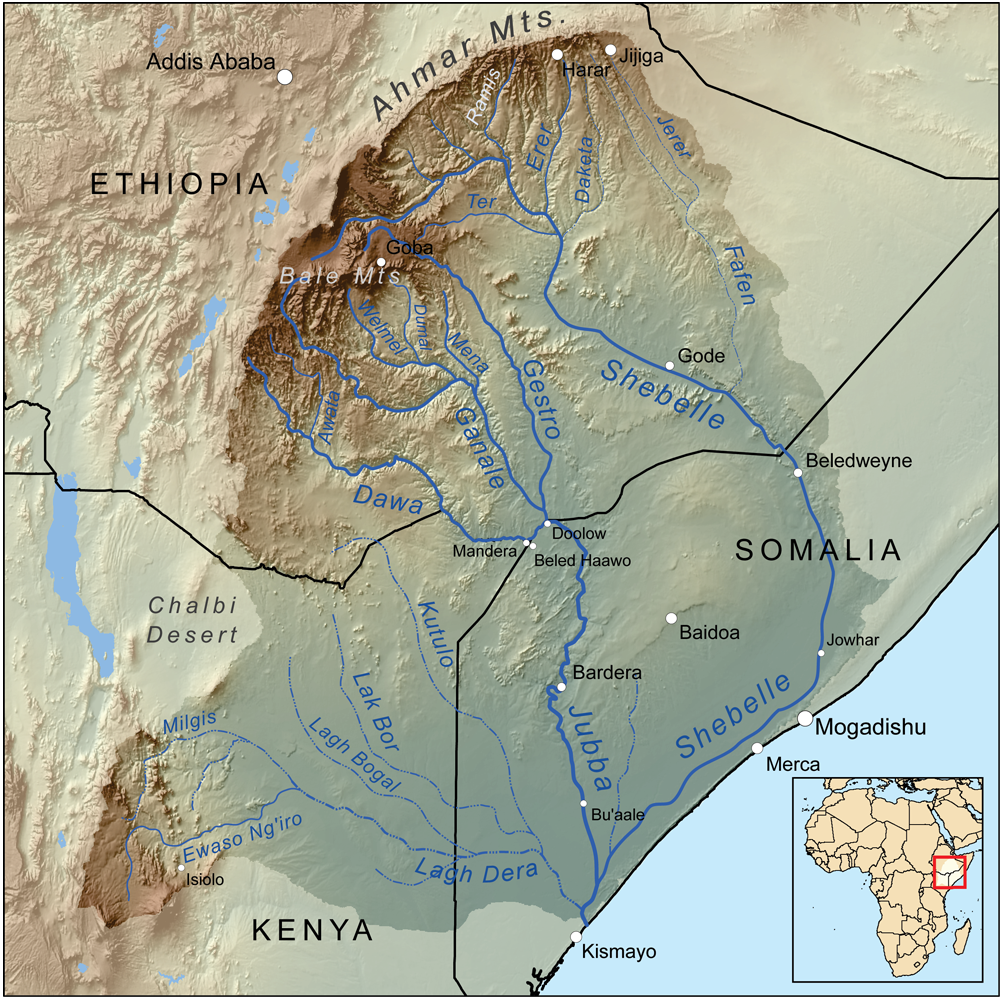
Einzugsgebiet des Juba

- Ewaso Ngiro (Uaso Nyiro, Lak Dera)
  - Milgis
  - Lhag Bogal
  - Kutulo
    - Lak Bor

### Pangani
- Lumi

### Küstenflüsse
- Umba
- Voi (Goshi)

## Nil

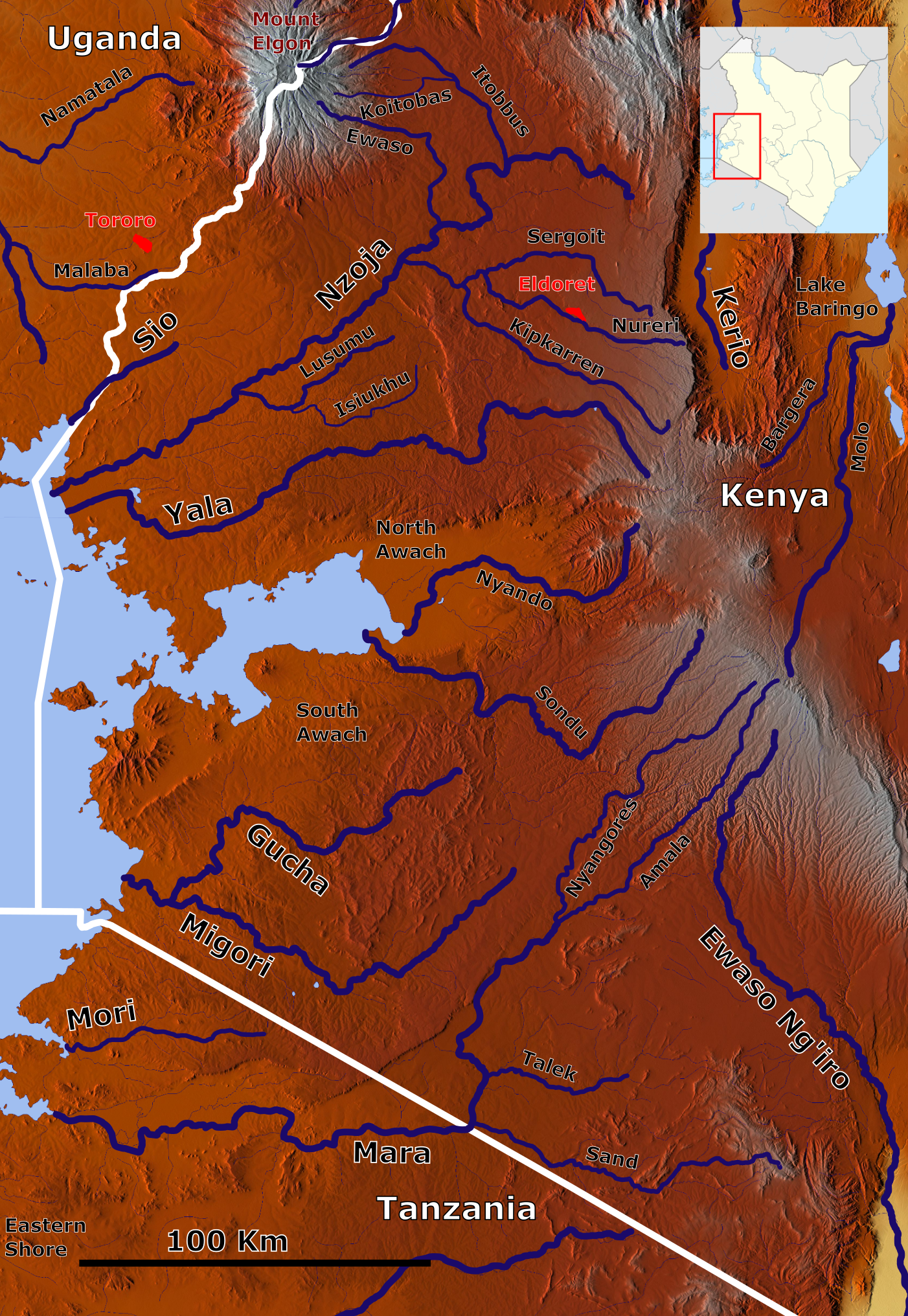
Das Einzugsgebiet des Viktoriasees in Kenia

- Sio
- Nzoia (Nzoja)
  - Itobbus
    - Koitobas

  - Ewaso
  - Kipkaren
    - Sergoit
      - Nureri

  - Lusumu
    - Isiukhu
- Yala
- Nyando
- Sondu
- Gucha
- Mogusi
- Mori
- Mara
  - Nyangores
  - Amala
  - Talek
  - Sand

## EndorheischeBecken

### Turkana-See
- Turkwel
- Kerio

### Natronsee
- Südlicher Uaso Nyiro

## Einzugsgebietaufteilung des Landes in Prozent
| Einzugsgebiet              | Quadratkilometer | Prozent der Landesfläche | Jährlicher Niederschlag [mm] | Abfluss [Mrd. m³] |
| -------------------------- | ---------------- | ------------------------ | ---------------------------- | ----------------- |
| Viktoriasee                | 48.751           | 8,4                      | 1.368                        | 11,7              |
| Rift Valley Inland         | 126.520          | 21,8                     | 562                          | 3,3               |
| Athi                       | 69.644           | 12,0                     | 739                          | 1,3               |
| Tana                       | 131.743          | 22,7                     | 697                          | 3,7               |
| Ewaso Ng’iro (+ Rest Juba) | 203.709          | 35,1                     | 411                          | 0,3               |
| Gesamt                     | 580.367          | 100                      | 500                          | 20,3              |